# مسجد الفاروق (أتلانتا)
مسجد الفاروق، هو مسجد يقع في مدينة أتلانتا عاصمة ولاية جورجيا، في الولايات المتحدة الأمريكية، تأسس المسجد عام 1980، وهو أحد أكبر المساجد في الولايات المتحدة. 

## التاريخ
تأسس مسجد الفاروق في عام 1980 نظراً لتزايد عدد المسلمين القادمين من جنوب آسيا والمسلمين العرب والأمريكيين في المدينة.
جرت  أعمال تجديد للمسجد 1992، ويتميز المبنى الجديد بوجود قبتين نحاسيتين، وهو مثمن الشكل وله مئذنة طويلة وشرفات ومداخل تتميز بأقواس مدببة،